# Silvio Horta
Silvio Horta (Miami, 14 agosto 1974 – Miami, 7 gennaio 2020) è stato uno sceneggiatore e produttore televisivo statunitense di origine cubana.

## Biografia
Divenne noto soprattutto per aver adattato per il canale televisivo statunitense ABC la telenovela colombiana Betty la fea, trasformandola nella serie di successo Ugly Betty, per la quale lavorò anche come capo-sceneggiatore e produttore esecutivo.
Apertamente gay, fece coming out all'età di diciannove anni.
Il 7 gennaio 2020 è stato trovato morto in un motel di Miami. Horta si sarebbe suicidato sparandosi un proiettile con la propria rivoltella.